# Adlan Amagov
Adlan Amagov   (Grozni, 30 d'octubre de 1986) Adlan Mairbekovich Amagov fou un artista marcial mixt i kickboxer rus ètnic txètxè que recentment va competir a la divisió de pes wèlter de l'Ultimate Fighting Championship (UFC). Competidor professional del 2007 al 2014, Adlan també va competir anteriorment a la companyia Strikeforce i és l'antic campió del món Unifight.

## Biografia
Nascut en el poble de Sernovodsk a Txetxènia, Adlan es va criar en un país devastat per la guerra i el 1994, i quan tenia vuit anys l'escola d'Amagov va ser destruïda. Al cap d'un temps es va traslladar a Moscou, on va començar a entrenar en Combat Sambo amb el famós Fedor Emelianenko i Alexander Emelianenko (germà d'en Fedor). El juny de 2007 Adlan ves canvià a les arts marcials mixtes.

## Referenciès
1. ↑  «Adlan "Borz" Amagov - Official STRIKEFORCE® Fighter Profile | UFC ® - Fighter Gallery». Arxivat de l'original el 21 May 2014. [Consulta: 21 maig 2014].